# Nhà thờ chính tòa Wells

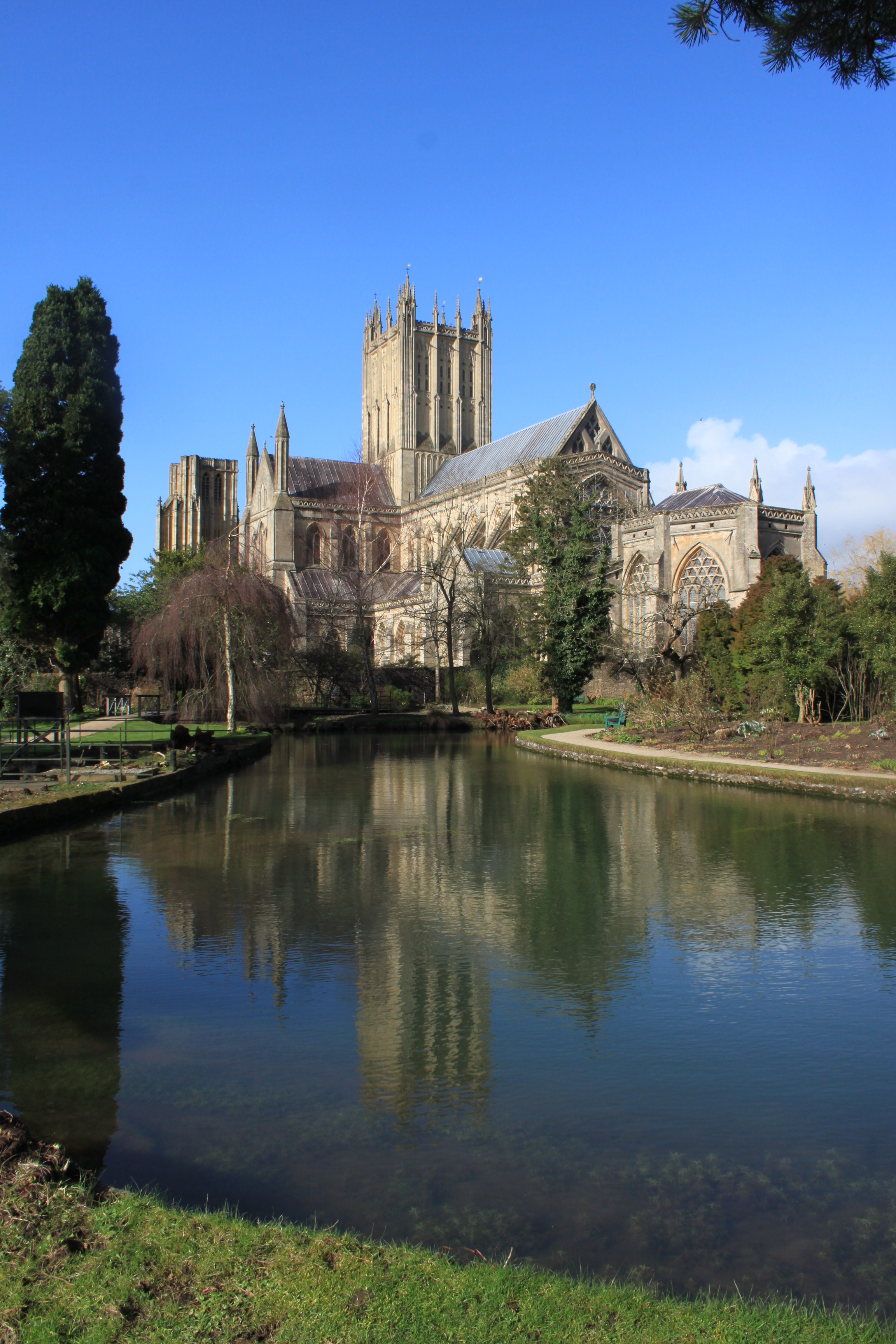
Từ Hồ phản chiếu trong khuôn viên của Cung điện Giám mục

Nhà thờ chính tòa Wells (tiếng Anh: Wells Cathedral) là nhà thờ Anh giáo ở Wells, Somerset, Anh, được cung hiến theo Thánh Andrew Tông đồ. Đây cũng là trụ sở của Giám mục của Bath và Wells, được coi là nhà thờ chính tòa của Giáo phận Bath and Wells. Đóng vai trò là một nhà thờ Công giáo La Mã từ khoảng năm 1175 nhằm thay thế một nhà thờ trước đó từ năm 705, nó đã trở thành một nhà thờ Anh giáo khi Vua Henry VIII tách khỏi Rome. Nhà thờ có kích thước vừa phải như một nhà thờ Anh thông thường. Những đặc điểm nổi bật là mặt tiền phía tây rộng và tháp trung tâm lớn. Nhà thờ được gọi là "chắn chắn là một trong những nơi đẹp nhất" và "thơ mộng" nhất trong các thánh đường nước Anh.
Kiến trúc Gothic của nhà thờ hầu hết lấy cảm hứng từ phong cách Anh thời kỳ đầu vào cuối thế kỷ 12 đến đầu thế kỷ 13, dù thiếu đi kiến trúc Romanesque như các thánh đường khác. Nhà thờ bắt đầu xây dựng vào khoảng năm 1175 ở cuối phía đông với kiến trúc choir. Nhà sử học John Harvey coi đây là cấu trúc Gothic thực sự đầu tiên của châu Âu, phá vỡ những ràng buộc cuối cùng của phong cách La Mã. Công trình mái vòm bằng đá và rãnh cong có các đường gờ rõ rệt cũng như chạm khắc các đầu cột theo phong cách "lá cứng". Mặt tiền kiểu Anh đi đầu với 300 hình điêu khắc và được coi là "chiến thắng tối cao của nghệ thuật tạo hình kết hợp ở Anh". Phần cuối phía đông vẫn giữ được nhiều kính màu cổ kính. Không giống như nhiều thánh đường tiên phong, Wells có nhiều tòa nhà còn sót lại liên kết với các giáo sĩ, bao gồm Điện Giám mục và khu dân cư Vicars' Close thế kỷ 15. Đây là tòa nhà được xếp hạng I.

## Lịch sử

### Những năm đầu
Phần còn lại của nhà thờ ban đầu vốn là của một lăng mộ kiểu La Mã, được xác nhận trong các cuộc khai quật vào năm 1980. Một tu viện được xây dựng ở Wells vào năm 705 do Aldhelm, giám mục đầu tiên của Giáo khu Sherborne mới thành lập dưới triều đại của Vua Ine xứ Wessex. Nó được dành riêng cho Thánh Andrew và nằm ở vị trí tu viện của nhà thờ, nơi có thể nhìn thấy một số hài cốt được khai quật. Phòng rửa tội ở phía nam cánh ngang nhà thờ cũng là phần lâu đời nhất của tòa nhà hiện nay. Năm 766 Cynewulf, Vua của Wessex, đã ký một hiến chương trao cho nhà thờ mười một Haiddơ đất. Năm 909, trụ sở của giáo phận được chuyển từ Sherborne đến Wells.
Giám mục đầu tiên của Wells là Athelm (909), sau đó lên ngôi Vua Æthelstan. Athelm và cháu trai Dunstan đều trở thành Tổng giám mục Canterbury. Trong thời kỳ này, một dàn hợp xướng gồm các cậu bé đã được thành lập để hát phụng vụ. Trường Wells Cathedral được thành lập để giáo dục những cậu bé hợp xướng này, tính từ thời điểm đó. Tuy nhiên, vẫn còn có một số tranh cãi về vấn đề này. Sau Cuộc xâm lược Anh của người Norman, John de Villula đã chuyển trụ sở giáo phận từ Wells đến Bath vào năm 1090. Nhà thờ ở Wells, không còn là thánh đường nữa, có một trường đại học gồm giáo sĩ thế tục.

### Trụ sở giáo phận
Nhà thờ được cho là đã được hình thành và bắt đầu vào khoảng năm 1175 bởi Reginald Fitz Jocelin, người đã qua đời vào năm 1191. Mặc dù rõ ràng về quy mô ngay từ đầu, nhà thờ đã được lên kế hoạch trở thành nhà thờ chính tòa của giáo phận, ghế của giám mục được di chuyển giữa Wells và các tu viện Glastonbury và Bath, trước khi định cư tại Wells. Năm 1197, người kế vị của Reginald là Savaric FitzGeldewin, với sự chấp thuận của Giáo hoàng Celestine III, chính thức chuyển chỗ đến Tu viện Glastonbury. Danh hiệu Giám mục của Bath và Glastonbury đã được sử dụng cho đến khi chính sách của Glastonbury bị hủy bỏ vào năm 1219.

### 1660–1800
Năm 1661, sau khi Charles II phục hồi ngai vàng, Robert Creighton, tuyên úy lưu vong của nhà vua, được bổ nhiệm làm trưởng giám mục trong hai năm trước khi ông qua đời vào năm 1672. Bục giảng bằng đồng thau của ông nhận trong lễ tạ ơn nằm trong nhà thờ lớn. Ông hiến tặng cửa sổ lớn phía tây của gian giữa với giá 140 bảng Anh. Sau khi Creighton nhận chức giám mục, chức vụ trưởng thuộc về Ralph Bathurst, người từng là tuyên úy cho nhà vua, chủ tịch của Trinity College, Oxford và là thành viên của Hội Hoàng gia. Trong nhiệm kỳ dài của Bathurst, nhà thờ đã được trùng tu, nhưng trong Cuộc nổi loạn Monmouth năm 1685, binh lính Thanh giáo đã phá hủy phần phía tây, lấy chì từ mái nhà để làm đạn, phá vỡ cửa sổ, đập vỡ đàn organ và đồ đạc, ngoài ra còn lấy gian giữa làm thành chuồng ngựa.

### Thời đại Victoria đến nay
Giữa thế kỷ 19, nhà thờ quyết định cần thiết phải có một chương trình phục hồi tổng thể. Dưới thời Linh mục Goodenough, các di tích cổ được chuyển đến tu viện, lớp sơn thời trung cổ còn sót lại đã bị dỡ bỏ và tẩy trắng trong một chiến dịch được gọi là "vụ cạo lớn". Anthony Salvin phụ trách việc khôi phục lại dàn hợp xướng. Các phòng trưng bày bằng gỗ được lắp đặt vào thế kỷ 16 đã bị dỡ bỏ, cùng vối các quầy hàng có mái che bằng đá và đặt lùi ra xa hơn. Bức màn pulpitum bằng đá thời trung cổ được mở rộng ở phía trung tâm nhằm hỗ trợ bộ phận mới.
Tháng 1 năm 2014, như một phần của liên hoan phim Bath, nhà thờ đã tổ chức một buổi chiếu đặc biệt bộ phim The Last Temptation of Christ của Martin Scorsese. Điều này đã gây ra một số tranh cãi, nhưng nhà thờ vẫn kiên quyết cho phép chiếu phim.
Năm 2021, một tác phẩm điêu khắc đương đại của Anthony Gormley đã ra mắt trên một cột tạm bên ngoài nhà thờ.

## Kiến trúc

### Ngày tháng, phong cách và kiến trúc sư

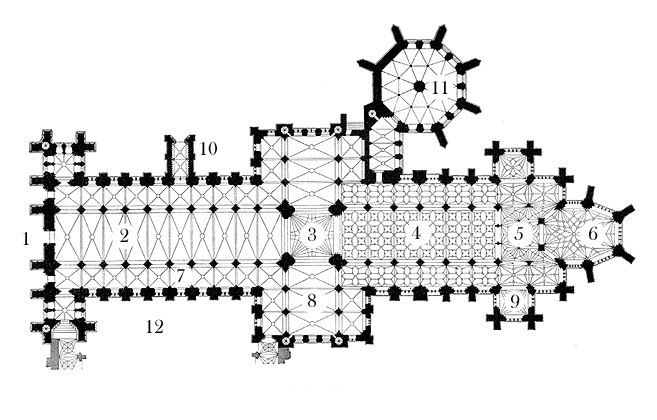
Bản mặt bằng của Nhà thờ Wells:

1. Mặt phía Tây
2. Gian giữa của giáo đường
3. Tháp trung tâm
4. Dàn hợp xướng
5. Dàn hợp xướng cổ điển
6. Nhà Nguyện Đức Bà
7. Lối đi
8. Hành lang
9. Hành lang hướng Đông
10. Mái vòm phía Bắc
11. Nhà nguyện chung
12. Tu viện

### Độ cao
Về phần, nhà thờ có sự sắp xếp thông thường của một nhà thờ lớn: gian giữa ở giữa với lối đi ở mỗi bên, ngăn cách bởi hai mái vòm. Phần cao có ba đoạn, vòm, bao lơn và cửa sổ dọc tường. Gian giữa có chiều cao 67 foot (20 m), rất thấp so với các nhà thờ lớn kiểu Gothic của Pháp. Nó có điểm nhấn theo chiều ngang rõ rệt, do phần bao lơn có hình dạng độc đáo, một loạt các lỗ hẹp giống hệt nhau, không theo định nghĩa thông thường về các gian phòng. Bao lơn được ngăn cách với vòm bằng đoạn trang trí viền ngang duy nhất chạy thẳng suốt chiều dài của gian giữa. Không có đoạn trang trí dọc nối ba phần, vì các trục đã hỗ trợ phần vòm phía trên bao lơn.

#### Mặt phía tây
Mặt phía tây cao 100 foot (30 m) và rộng 147 foot (45 m), được xây dựng bằng đá Inferior Oolite thuộc thời kỳ Trung Jura, xuất phát từ Mỏ đá Doulting Stone, khoảng 8 dặm (13 km) về phía đông. Theo nhà sử học kiến trúc Alec Clifton -Taylor, đó là "một trong những thắng cảnh tuyệt vời của nước Anh".
Sản phẩm hoàn chỉnh nhận nhiều chỉ trích vì thiếu các đỉnh nhọn và có khả năng các tòa tháp được dự tính là sẽ gánh các ngọn tháp nhưng chưa bao giờ xây dựng. Mặc dù thiếu các ngọn tháp hoặc đỉnh, nhà sử học kiến trúc Banister Fletcher mô tả "mặt ngoài của nhà thờ là sự phát triển đỉnh nhất của phong cách Gothic Anh."

##### Biểu tượng của mặt phía tây
Các hốc ở khu vực thấp nhất của đầu hồi chứa chín thiên thần, trong đó Cockerell xác định được Michael, Gabriel, Raphael và Uriel. Trong khu vực tiếp theo là các tông đồ có vị thế cao hơn, chẳng hạn như John, Andrew và Bartholomew, có thể được nhận dạng rõ ràng bằng các thuộc tính mà họ mang. Các hốc trên cùng của đầu hồi có hình Christ the Judge (Đấng Phán Xét) ở trung tâm, với Virgin Mary (Đức Trinh Nữ Maria) ở bên phải và thánh John the Baptist (Gioan Tẩy giả) ở bên trái. Tất cả các tượng đều bị phá hủy. Một bức tượng Chúa Giê-su mới được tạc cho hốc trung tâm, nhưng hai hốc bên hiện có các tiểu thiên thần. Chúa Kitô và Đức Trinh Nữ Maria cũng được thể hiện bằng những nhân vật không đầu trong Lễ đăng quang của Đức Trinh Nữ trong một hốc phía trên cổng trung tâm. Hình tượng Đức mẹ đồng trinh và Chúa Hài đồng bị hư hại nằm ở ô vuông trong phần mắt cửa.

#### Tu viện
Các hành lang được xây dựng vào cuối thế kỷ 13, phần lớn được xây dựng lại từ năm 1430 đến năm 1508 có các lỗ mở rộng được chia thành các thanh song và đố cửa trên, hoa văn theo phong cách Gothic vuông góc. Hầm có các gân vòm tạo thành các hình bát giác ở trung tâm của mỗi ngăn, các khớp của mỗi sườn có trang trí các phần nổi. Dãy phía đông có hai tầng, trong đó tầng trên là thư viện được xây dựng vào thế kỷ 15.
Bởi vì Nhà thờ Wells có tính thế tục hơn là tu viện, nên các tu viện không phải là một nhu cầu thực tế. Chúng đã bị loại bỏ khỏi một số thánh đường thế tục khác nhưng được xây dựng ở đây và tại Chichester. Những lời giải thích cho việc xây dựng của họ tại hai thánh đường thế tục này đến từ các nghi lễ và tính thẩm mỹ. Cũng như tại Chichester, không có hành lang nào dẫn đến phần phía bắc. Trong các tu viện thì dãy phía bắc nhận nhiều ánh sáng mặt trời vào mùa đông nhất nên thường được sử dụng làm phòng viết lách.

### Nội thất

#### Dàn hợp xướng, xuyên gian và gian giữa
Đặc điểm cụ thể của nội thất thời kỳ đầu ở Anh này phụ thuộc vào tỷ lệ của các vòm hình mũi mác đơn giản. Nó cũng phụ thuộc vào sự trau chuốt của các chi tiết kiến trúc, đặc biệt là các đường gờ.

#### Nhà nguyện
Nhà nguyện bắt đầu xây dựng vào cuối thế kỷ 13 và qua hai giai đoạn, hoàn thành vào khoảng năm 1310. Đây là một cấu trúc hai tầng với gian chính được nâng lên phía trên phần hầm mộ. Nó được dẫn vào từ một cầu thang chia đôi và các ngã rẽ, một nhánh dẫn qua tầng trên của Chain Gate đến Vicars' Close. Nội thất Geometric Decorated được Alec Clifton-Taylor mô tả là "đẹp nhất về mặt kiến trúc ở Anh". Nó có hình bát giác, với các vòm có gân được hỗ trợ bằng một cột trung tâm. Bao quanh cột là các trục bằng Đá cẩm thạch Purbeck, vươn lên thành một khu trng tâm hình lá, gợn sóng liên tục với hình ảnh lá sồi và quả sồi cách điệu, hoàn toàn khác biệt về đặc điểm so với phong cách tán lá cứng của Anh thời kỳ đầu. Phía trên phần gờ có 32 đường gân chắc chắn, tạo hiệu ứng thường được ví như "một cây cọ vĩ đại". Các cửa sổ lớn với hoa văn trang trí hình học được trang trí thể hiện độ căng và đường xoáy chữ S trong điều kiện ánh sáng yếu hơn, đặc trưng của cách trang trí hoa văn chảy. Những ngọn đèn bằng gỗ trắc vẫn chứa thủy tinh cổ. Bên dưới cửa sổ là 51 gian, mái che của các gian đó trông rất sinh động nhờ vào các hình chạm khắc nhẹ nhàng .

## Chuông
Những quả chuông ở Nhà thờ Wells là chiếc chuông nặng nhất trong mười quả chuông trên thế giới, chuông tenor (thứ 10 và lớn nhất), được gọi là Harewell, nặng 56,25 tạ Anh (2.858 kg). Chúng được treo theo hình vòng tròn để có thể đổ chuông xoay vòng theo kiểu Anh. Những quả chuông này hiện treo ở tháp phía tây nam, mặc dù một số quả chuông ban đầu treo ở tháp trung tâm.
| Số   | Tên      | Ngày | Người đúc         | Khối lượng           | Khối lượng | Khối lượng |
| Số   | Tên      | Ngày | Người đúc         | Tấn (Anh)            | lb         | kg         |
| ---- | -------- | ---- | ----------------- | -------------------- | ---------- | ---------- |
| 1st  |          | 1891 | Mears & Stainbank | 7 tạ dài 3 qr 12 lb  | 880        | 399        |
| 2nd  |          | 1891 | Mears & Stainbank | 9 tạ dài 0 qr 2 lb   | 1.010      | 458        |
| 3rd  |          | 1757 | Abel Rudhall      | 10 tạ dài 0 qr 0 lb  | 1.120      | 508        |
| 4th  |          | 1757 | Abel Rudhall      | 10 tạ dài 3 qr 0 lb  | 1.204      | 546        |
| 5th  |          | 1757 | Abel Rudhall      | 12 tạ dài 2 qr 0 lb  | 1.400      | 635        |
| 6th  |          | 1964 | Mears & Stainbank | 15 tạ dài 1 qr 14 lb | 1.722      | 781        |
| 7th  |          | 1757 | Abel Rudhall      | 20 tạ dài 0 qr 0 lb  | 2.240      | 1.016      |
| 8th  |          | 1757 | Abel Rudhall      | 23 tạ dài 0 qr 0 lb  | 2.576      | 1.168      |
| 9th  |          | 1877 | John Taylor & Co  | 32 tạ dài 0 qr 0 lb  | 3.584      | 1.626      |
| 10th | Harewell | 1877 | John Taylor & Co  | 56 tạ dài 1 qr 14 lb | 6.314      | 2.864      |

## Hình ảnh

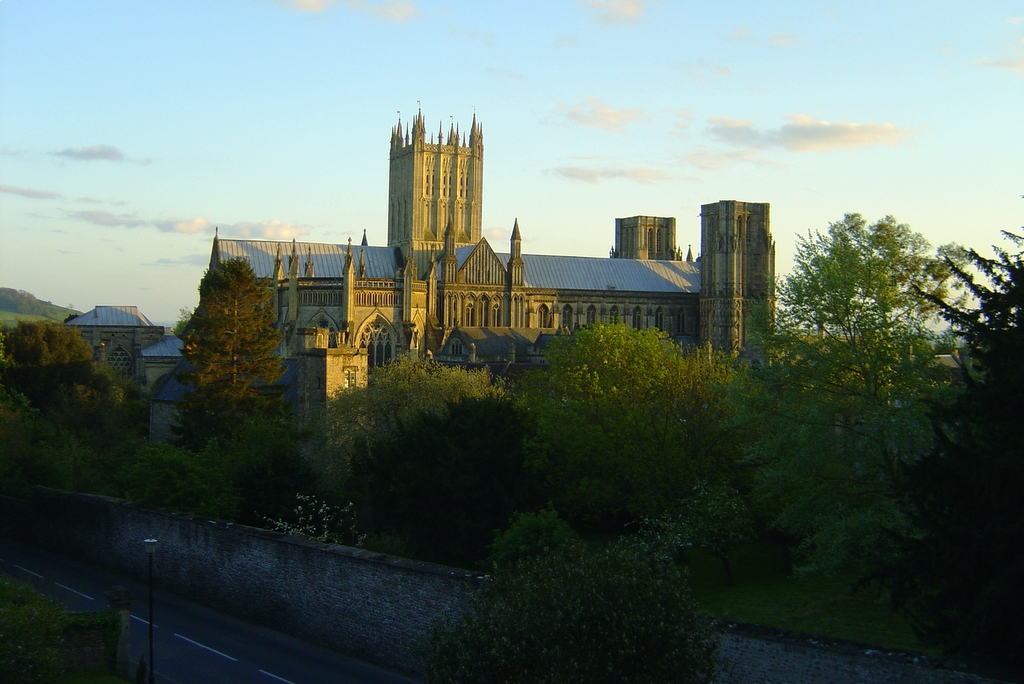
Nhìn từ phía bắc.
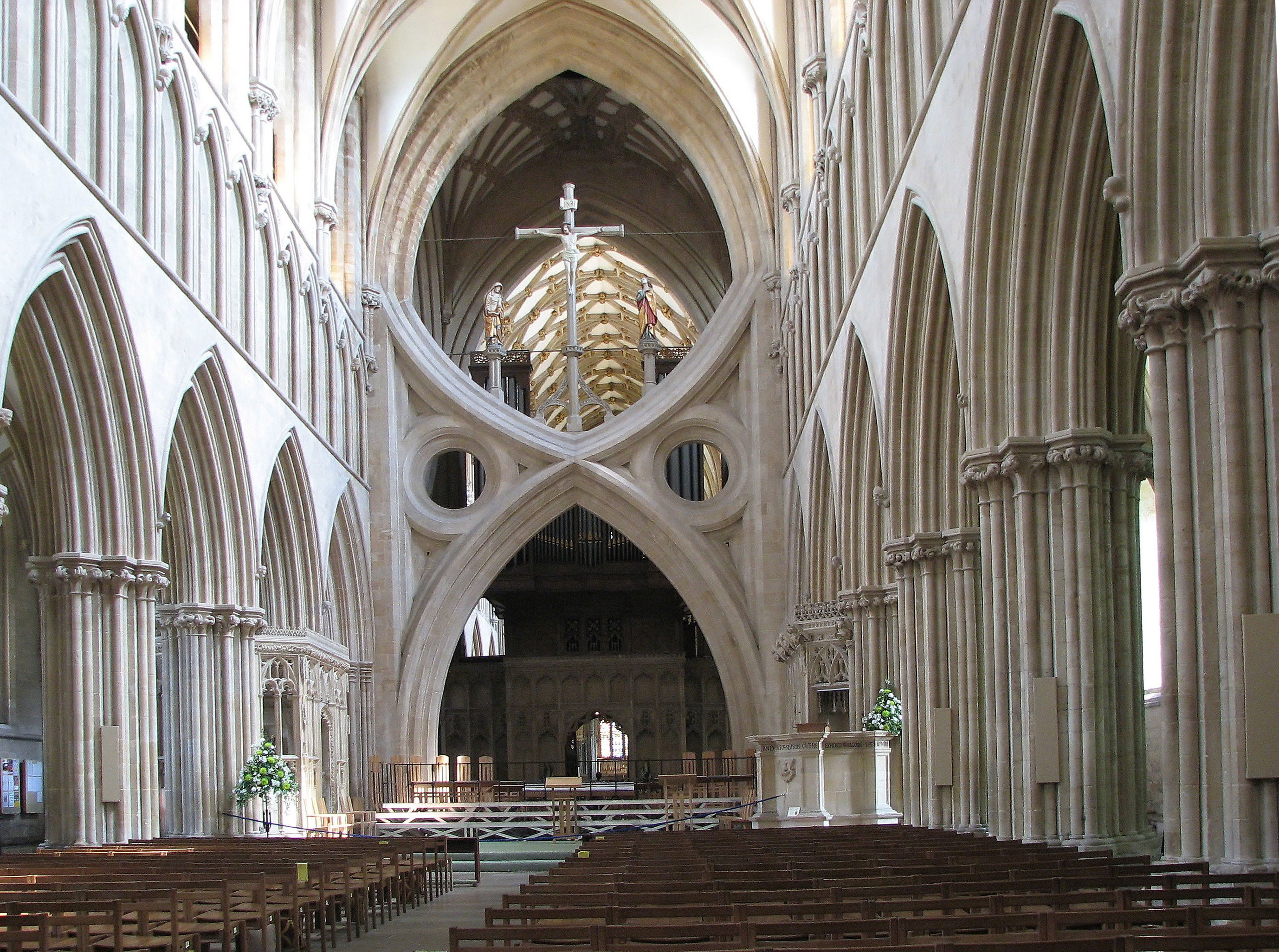
Vòm
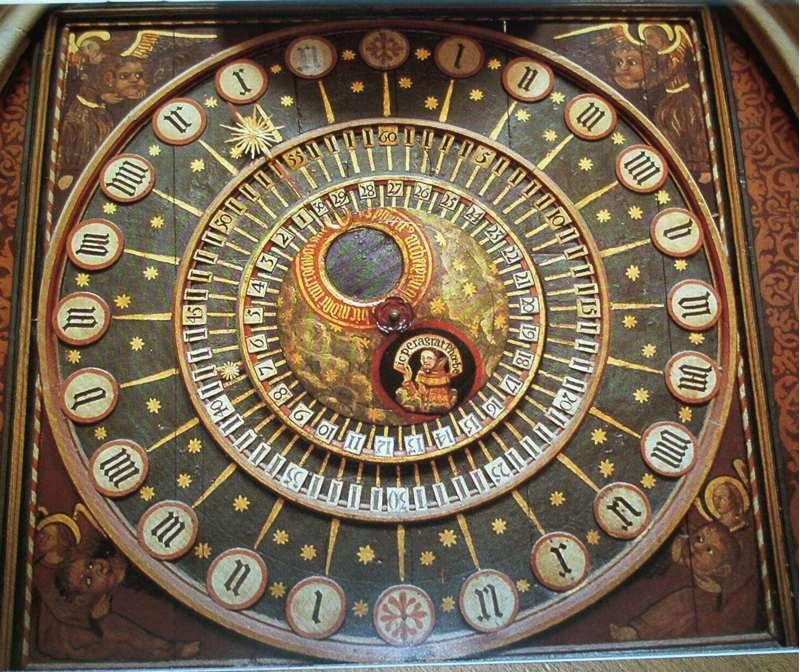
Đồng hồ thiên văn
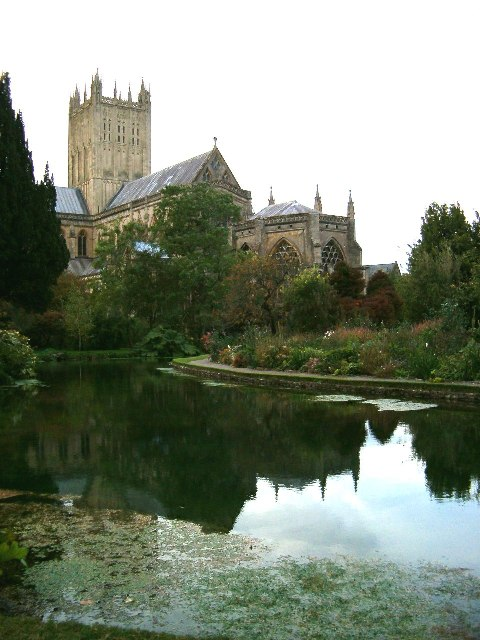
Nhìn từ vườn.
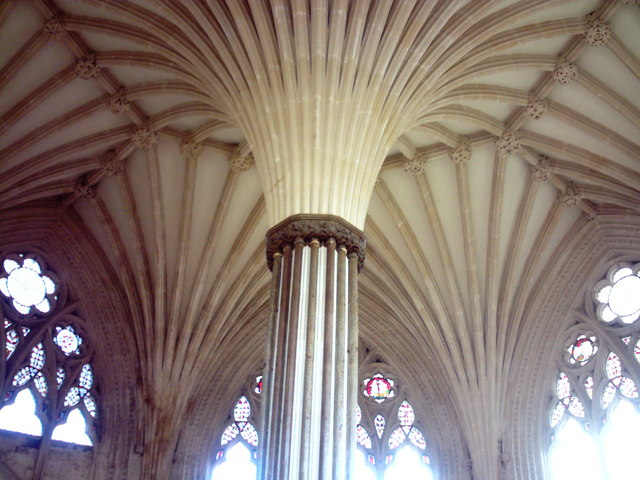
Nhà thờ Wells.
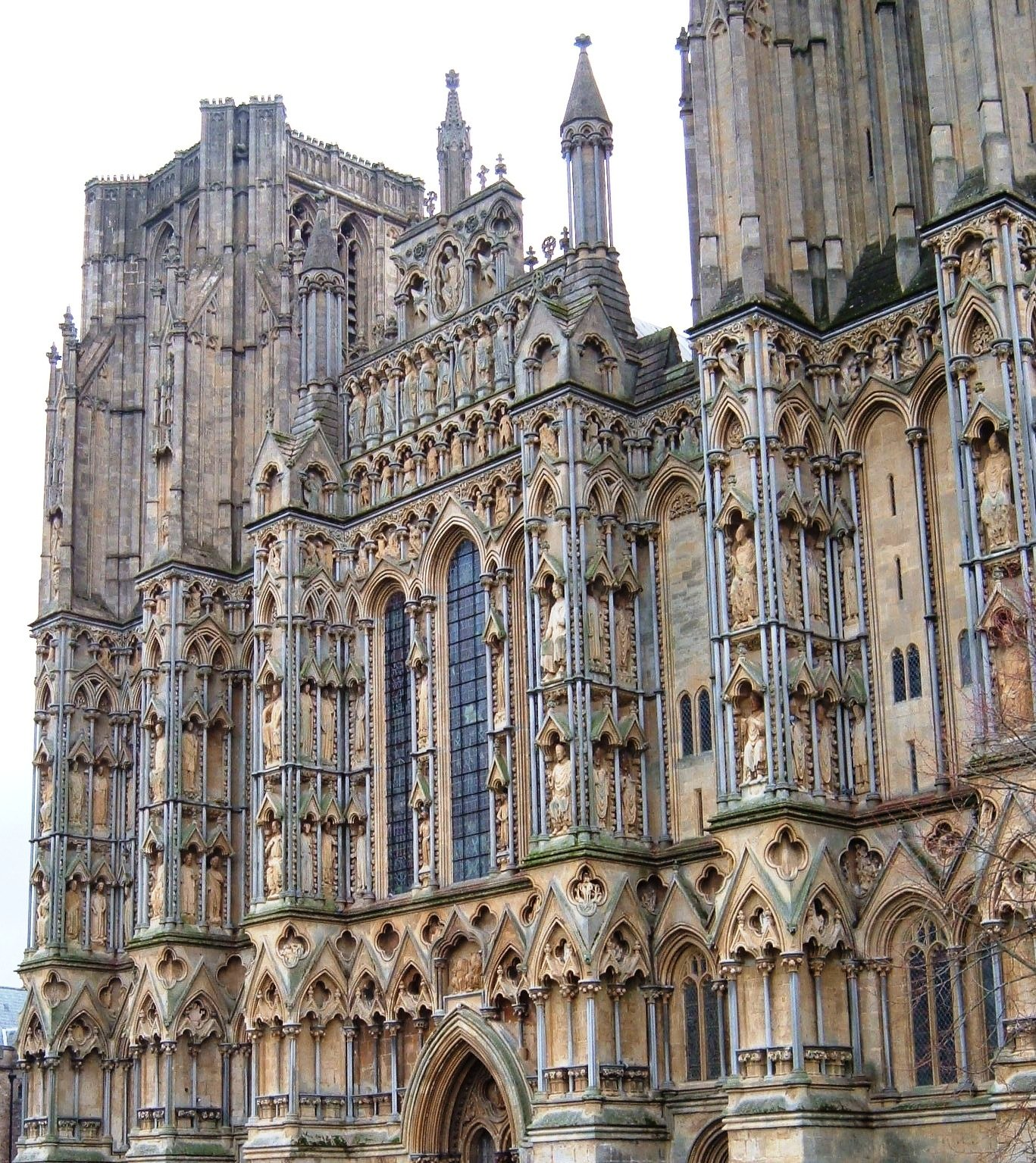
Cận cảnh mặt tiền.
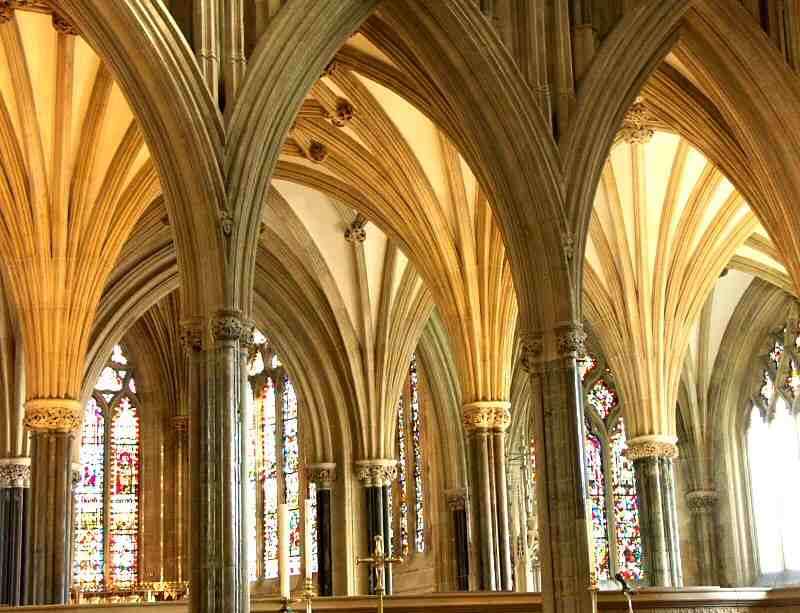
Nội thất nhà thờ Wells.